# Geezil Minerve
Harold „Geezil“ Minerve (* 3. Januar 1922 in Havanna; † 4. Juni 1992 in New York City) war ein kubanischer, in den Vereinigten Staaten lebender Jazzmusiker (Altsaxophon, Flöte, auch Klarinette, Gesang).
Minerve wuchs in Florida auf und begann mit zwölf Jahren als Musiker aufzutreten. Zu Beginn seiner Karriere spielte er in der Begleitband von Ida Cox und arbeitete als freischaffender Musiker in New Orleans. Er gehörte in den frühen 40ern den Orchestern von Clarence Love und Ernie Fields an, mit dem 1949 erste Aufnahmen entstanden. 1943–46 leistete er den Militärdienst ab. In den folgenden Jahren arbeitete er im Orchester von Buddy Johnson (1949–57), in dem er auch als Vokalist fungierte („Root Man Blues“, 1952). Daneben wirkte er bei Plattenaufnahmen von Lucky Millinder, Clarence Love mit. 1960 spielte er bei Mercer Ellington, 1962–64 in der Begleitband von Ray Charles. 1971–73 gehörte er (als Nachfolger des 1970 verstorbenen Johnny Hodges) dem Duke Ellington Orchestra (Togo Brava Suite) an. Ellington schrieb für Minerve die Blues-Komposition „Addi“ (1972). Nach Duke Ellingtons Tod war er Mitglied des Orchesters von Mercer Ellington. Im Bereich des Jazz war er von 1949 bis 1988 an 76 Aufnahmesessions beteiligt.